# Kasteel Bronkhorst (Noord-Brabant)
Kasteel Bronkhorst was een oud kasteel in Oud-Velp in Noord-Brabant. De eerste vermelding van dit kasteel dateert uit de 15e eeuw. Nadat het bouwwerk in de eeuwen daarop verschillende keren in andere handen over is gegaan, werd het in 1858 overgedragen aan de redemptoristinnen uit Brugge.
Het kasteel staat ook bekend onder de naam Kasteelklooster Bronckhorst. 

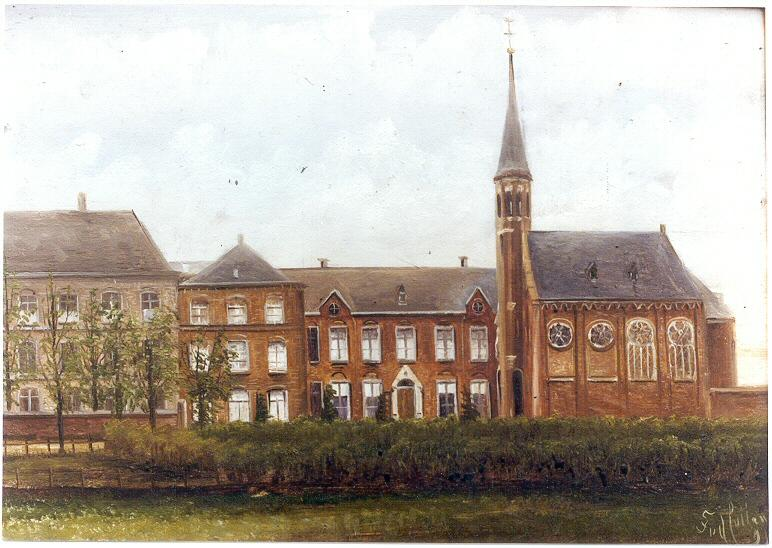
Klooster "De Bronkhorst" te Velp

Rond 1860 werd het kasteel grotendeels gesloopt en werd er een klooster gebouwd. Delen van het oorspronkelijke muurwerk werden in de kloostergebouwen opgenomen. Ook enkele door kruisgewelven overkluisde kelders zijn nog van het kasteel afkomstig. Het klooster was gewijd aan de Heilige Alfonsus en de zusters leidden een contemplatief leven.
Het complex is gebouwd in een B-vorm en telt een vijftal vleugels. Uitbreidingen vonden plaats in 1867 en de voorgevel is vernieuwd in 1880. Architect was Theo Asseler. De neoromaanse kapel uit 1880 was eveneens het werk van Asseler. Tussen 1908 en 1910 werd een ingangspartij toegevoegd die door Alexander Kropholler was ontworpen. De kapel is in 1948 opnieuw ingezegend en in 1967 gemoderniseerd.  
Er woonden in het klooster 45 zusters, maar na de Tweede Wereldoorlog kwamen er steeds minder novicen, en daarom vertrokken in 1990 de laatste zusters naar Someren. 
Daarna is het klooster overgenomen door stichting Beth Hachajiem, die het klooster verbouwde voor bewoning door gezinnen en alleenstaanden, deze stichting had als doel de opvang van mensen in (tijdelijke) maatschappelijke nood. Tevens heeft deze stichting het onderhoud van het pand en de tuinen uitgevoerd, maar moest in 2011 wegens gebrek aan voldoende vrijwilligers het pand aan de huidige eigenaar verkopen. Momenteel is het klooster in gebruik voor tijdelijke bewoning onder de naam kasteelklooster.

## Tuin
De tuin is kort na 1900 aangelegd. In de tuin bevindt zich een kapel uit omstreeks 1910. De beplanting dateert uit de eerste helft van de 20e eeuw. In de tuin staan enkele heiligenbeelden, er is een kas en een begraafplaats met calvarieberg, alsmede een Lourdesgrot uit 1930. 